# Ombres
Ombres (títol original en anglès: Shadows) és una pel·lícula estatunidenca, la primera dirigida per John Cassavetes, estrenada el 1959.

## Argument
La pel·lícula comença en un bar, on nois intenten conèixer noies de nit. Hugh, de caràcter una mica difícil i sensible sobre la seva identitat afroamericana, necessita diners que demana al seu germà Benny més mestís, jove rebel, que intenta tocar la trompeta, però erra de bar en bar pels carrers de Greenwich Village i de Broadway, a final dels anys cinquanta, amb els seus amics Dennis i Tom, tot acceptant compromisos amb el seu art per viure. Empès per l'empresari Rupert, Hugh intenta fer carrera com a cantant de jazz. Pel que fa a seva germana Lelia, una mica més blanca que els seus dos germans afroamericans, vol ser escriptor. Comparteixen el mateix petit pis.

## Repartiment
- Ben Carruthers: Ben
- Lelia Goldoni: Lelia
- Hugh Hurd: Hugh
- Anthony Ray: Tony
- Dennis Sallas: Dennis
- Tom Reese: Tom
- David Pokitillow: David
- Rupert Crosse: Rupert
- Davey Jones: Davey
- Pir Marini: Pir, el pianista
- Victoria Vargas: Vickie
- Jack Ackerman: Jack, el director de l'estudi de dansa
- Jacqueline Walcott: Jacqueline

## Comentaris[calcitació]
Un dels interessos principals d'aquesta primera pel·lícula de John Cassavetes resideix en la captació cinematogràfica del treball d'improvisació dels actors i en la música, improvisada, de Charles Mingus i dels solos de saxòfon de Shafi Hadi.

## Guardons[calcitació]

### Premis
- 1960. Gran Premi de la Critica (Premi Pasinetti) al Festival de Venècia.

### Nominacions
- 1961: BAFTA a la millor pel·lícula per John Cassavetes.
- 1961: BAFTA a la millor actriu per Lelia Goldoni.
- 1961: BAFTA al millor actor per Anthony Ray (fill de Nicholas Ray).